# Жданов, Юрий Андреевич

Звезда на Аллее звёзд в Ростове-на-Дону

Ю́рий Андре́евич Жда́нов (20 августа 1919, Тверь — 19 декабря 2006, Ростов-на-Дону) — советский и российский учёный, ректор Ростовского государственного университета в 1957—1988 годах, член-корреспондент АН СССР (1970). Член ЦК КПСС (1952—1956).
Сын советского партийного деятеля Андрея Жданова, зять Иосифа Сталина. 
Кандидат философских наук (1948), доктор химических наук (1959), профессор (1961).
Лауреат Государственной премии СССР (1983).
Активно участвовал в «Павловской сессии», в результате которой советская физиология оказалась изолированной от международного научного сообщества — в связи с чем замедлилось развитие генетики, физиологии, психологии, психиатрии.

## Биография
В 1937 году окончил среднюю школу и поступил на химический факультет Московского государственного университета на отделение органической химии, окончил МГУ в 1941 году по специальности «органическая химия». Окончание учёбы совпало с началом Великой Отечественной войны.
В 1941—1945 годах служил в Главном политическом управлении РККА инструктором, затем пропагандистом-литератором.
С 1945 года работал ассистентом в Московском государственном университете (под руководством академика А. Н. Несмеянова), одновременно учился в аспирантуре Института философии АН СССР под руководством Б. М. Кедрова.
С 1947 года работал в аппарате ЦК ВКП(б) — заведующий Отделом науки Управления пропаганды и агитации ЦК ВКП(б), с июля 1947 — заведующий Сектором науки Отдела пропаганды и агитации ЦК ВКП(б).
В 1948 году окончил аспирантуру Института философии с защитой кандидатской диссертации по философии «Понятие гомологии в органической химии» и получил учёную степень кандидата философских наук.

### Разногласия по генетике
10 апреля 1948 года Жданов сделал доклад «Спорные вопросы современного дарвинизма» в Политехническом музее, где он критиковал Трофима Лысенко. Это был семинар лекторов обкомов партии.
Узнав об этом, Лысенко написал жалобы Сталину и отцу Юрия Андрею Жданову. В результате 31 мая, на заседании Политбюро, Сталин взял Лысенко под защиту, и раскритиковал обоих Ждановых.
Затем последовала Августовская сессия ВАСХНИЛ (1948), где классическая генетика была объявлена дискредитированной. После этого многие учёные, занимавшиеся генетическими исследованиями, были уволены с работы. Покаянное письмо Юрия Жданова было опубликовано 7 августа 1948 года в «Правде», в день завершения сессии ВАСХНИЛ. Вскоре, 31 августа 1948 года, отец Юрия умер от инфаркта в санатории ЦК ВКП(б).
Два года спустя на так называемой Павловской сессии Академии наук СССР и Академии медицинских наук СССР (июнь 1950 года), Жданов безоговорочно следовал политике Сталина, и подверг критике генетиков.
С декабря 1950 — заведующий Отделом науки и высших учебных заведений ЦК ВКП(б) — КПСС, с июля 1952 до 25 марта 1953 года — заведующий Отделом естественных и технических наук и высших учебных заведений ЦК КПСС. На XIX съезде КПСС (октябрь 1952 г.) был избран членом ЦК КПСС.
Принимал участие в политике государственного антисемитизма в поздние сталинские годы. Так, в октябре 1950 года Жданов в служебной записке на имя Суслова писал о ряде советских учёных, внёсших огромный вклад в развитие советской науки и техники, в частности, в развитие ракетно-ядерного оружия в СССР, следующее: «В некоторых отраслях науки сложились монопольные группы учёных, зажимающих развитие новых научных направлений и являющихся серьёзной помехой в деле выдвижения и роста молодых научных кадров. Так, например, среди теоретиков-физиков и физико-химиков сложилась монопольная группа: Ландау, Леонтович, Фрумкин, Гинзбург, Лившиц, Гринберг, Франк, Компанеец, Мейман и др. Все теоретические отделы физических и физико-химических институтов укомплектованы сторонниками этой группы, представителями еврейской национальности».
С 1953 года работал ассистентом, затем доцентом и профессором Ростовского государственного университета, а с 1953 по 1957 году — заведующим отделом науки и культуры Ростовского обкома КПСС.
В 1957 году защитил вторую кандидатскую диссертацию, ему была присвоена учёная степень кандидата химических наук и звание доцента.
С 1957 по 1988 годы ректор Ростовского государственного университета. Бывший заместитель Ю. А. Жданова проф. В. И. Седлецкий отмечал, что оставление Ждановым должности ректора РГУ произошло вследствие того, что с началом перестройки против него, «исходя только из-за фамилии» и отца, началась травля.
В 1960 году защитил диссертацию на соискание учёной степени доктора химических наук и в 1961 году был утверждён в учёном звании профессора.
С 1970 года  член-корреспондент АН СССР.
С 1962 по 1995 год — заведующий кафедрой химии природных и высокомолекулярных соединений Ростовского государственного университета.
С 1969 года — председатель совета Северо-Кавказского научного центра высшей школы.
С 1972 года также являлся главным редактором журнала «Известия вузов. Северо-Кавказский регион» (до 1993 года — «Известия Северо-Кавказского научного центра высшей школы»), с 1995 года — главный редактор журнала «Научная мысль Кавказа».
Входил в редакционно-издательский совет международного теоретического и общественно-политического журнала «Марксизм и современность».
Скончался 19 декабря 2006 года. Похоронен на Северном кладбище.

### Семья
- Супруга — Светлана Аллилуева, дочь Иосифа Виссарионовича Сталина. В браке с апреля 1949 года до осени 1952 года. Вспоминал, что впервые увидел Светлану «на подмосковной даче Сталина в Зубалово, на Рублевском шоссе, куда летом 1934 года была приглашена семья секретаря Горьковского крайкома партии Андрея Жданова. Тогда мне шел 15-й год, Светлане было всего восемь. Затем долгое время не виделись. А в 1948 году встретились на вечеринке у балерины Ольги Лепешинской, которая тоже жила в Доме правительства. К тому времени, после развода с Григорием Морозовым, Светлана осталась с трёхлетним сыном Осей, а я был холостым демобилизованным майором, ассистентом МГУ»[16].
  - Дочь — Екатерина Юрьевна Жданова (род. 1950).
    - Внучка Анна Горшенина[17][18].
- Супруга — Таисия Сергеевна Жданова (род. 1929)[19].
  - Сын — Андрей Юрьевич Жданов (род. 1960).

Ю. А. Жданов находился в дружеских отношениях с философом Ильенковым.

## Оценки коллег
В марте 1964 года я был в Дагестане в Махачкале с комиссией министерства по проверке работы университета. Комиссию возглавлял Юрий Жданов (сын А. А. Жданова и муж Светланы Сталиной), ректор Ростовского университета. Человек он был образованный, свободно говорил на двух иностранных языках, прекрасно играл на рояле, держался просто, без зазнайства (из «Записок-воспоминаний» А. Б. Шидловского).

По отзыву проф. В. И. Седлецкого о Жданове: «Всё-таки он больше философ, чем химик. И, вообще говоря, он естествоиспытатель и энциклопедически образованный человек». По свидетельству Седлецкого, в высшем руководстве страны обсуждался вопрос о возглавлении Ждановым Ленинградского государственного университета, который носил в то время имя его отца, из-за чего такое назначение посчитали некорректным.

## Научная деятельность
Важнейшие научные работы Ю. А. Жданова посвящены органической химии и философским проблемам естествознания. В 1960-е годы разработал новые методы синтеза C-гликозидов некоторых сахаров. Осуществил синтез пирилиевых солей, сконденсированных с фурановым и тиофеновым циклами. В 1974 году открыл (совместно с В. И. Минкиным и Л. П. Олехновичем) явление ацилотропии — быстрой обратимой миграции ацильных групп между нуклеофильными центрами в молекулах органических соединений.
Философские и методологические работы Юрия Жданова посвящены анализу тенденций развития химии (прежде всего органической), рассмотрению соотношения структуры и динамики систем, а также проблемы химической эволюции материи.
Им подготовлены несколько докторов и несколько десятков кандидатов наук.

## Награды и почётные звания
- Орден «За заслуги перед Отечеством» IV степени (6 сентября 1999) — за большой вклад в социально-экономическое развитие города Ростова-на-Дону и в связи с его 250-летием[24]
- два ордена Ленина,
- орден Октябрьской Революции (17.08.1979),
- орден Отечественной войны 2-й степени (11.03.1985),
- два ордена Трудового Красного Знамени,
- Орден Дружбы (7.09.1995)
- Орден Красной Звезды
- Орден «Знак Почёта»
- Медаль Жукова
- Медаль Н. К. Крупской
- боевые медали
- Заслуженный профессор Ростовского, Ставропольского и Калмыцкого государственных университетов. Почётный профессор Московского государственного университета имени М. В. Ломоносова (2003)[25], Таганрогского государственного радиотехнического и Южно-Российского государственного университетов. Почётный доктор Силезского университета (Польша).
- Почётный гражданин города Ростов-на-Дону (с 1997 года)[26].

## Память
- 18 сентября 2010 года в Ростове-на-Дону состоялась торжественная церемония закладки именной «Звезды» Юрию Андреевичу Жданову[27].
- В 2011 году перед входом в здание Зональной научной библиотеки ЮФУ установлен бюст Юрия Андреевича Жданова[28]. Сама библиотека также носит имя Жданова.
- На зданиях, где работал и жил Жданов, а также на здании библиотеки — установлены мемориальные доски.
- Также памятная доска учёному установлена на химическом факультете Южного федерального университета.[29]
- В новом микрорайоне Ростова-на-Дону (Левенцовском) именем Ю. А. Жданова названа улица.

Доска на доме, где работал Жданов
Доска на здании библиотеки
Бюст перед библиотекой
Доска на здании библиотеки
Доска на здании, где жил Жданов

## Киновоплощения
- Олег Осипов — Светлана (телесериал) (2018 год)

## Основные работы
- Жданов Ю. А. Очерки методологии органической химии. — М.: Высшая школа, 1960. — 302 с.
- Жданов Ю. А., Дорофеенко Г. Н. Химические превращения углеродного скелета углеводородов. — М.: Изд-во АН СССР, 1962. — 212 с.
- Жданов Ю. А., Минкин В. И. Корреляционный анализ в органической химии. — Ростов н/Д: Изд-во Ростов. ун-та, 1966. — 470 с.
- Минкин В. И., Осипов О. А., Жданов Ю. А. Дипольные моменты в органической химии. — Л.: Химия, 1968. — 246 с.
- Жданов Ю. А. Углерод и жизнь. — Ростов н/Д: Изд-во Ростов. ун-та, 1968. — 131 с.
- Минкин В. И., Олехнович Л. П., Жданов Ю. А. Молекулярный дизайн таутомерных систем. — Ростов н/Д: Изд-во Ростов. ун-та, 1977. — 272 с.
- Жданов Ю. А. Энтропия информации в органической химии. — Ростов н/Д: Изд-во Рост. ун-та, 1979. — 55 c.
- Жданов Ю. А. Материалистическая диалектика и проблема химической эволюции // Вопросы философии. 1980. № 2. — С. 59—80; Марксизм и современность. 2001. № 1—2. — С. 50—61.
- Жданов Ю. А., Давидович В. Е. Сущность культуры. — Ростов н/Д: Изд-во Рост. ун-та, 1979. — 263 с. (2-е изд., 2005)
- Жданов Ю. А., Домбровский Ю. А., Сурков Ф. А. Азовское море: Проблемы и решения. — Ростов н/Д: Кн. изд-во, 1987. — 140 с.
- Жданов Ю. А. Взгляд в прошлое: воспоминания очевидца. — Ростов н/Д: Феникс, 2004. — 448 с.
- Жданов Ю. А. Проблемы теории и истории культуры. — Ростов н/Д: Наука-пресс, 2005. — 428 с.
- Жданов Ю. А. Избранное. В 3 томах. — Ростов н/Д: Изд-во СКНЦ ВШ ЮФУ, 2009. — ISBN 978-5-87872-491-3.